# مورودرمین
مورودرمین (انگلیسی: Murodermin), که تحت نام فاکتور رشد اپیدرمی موشی نوترکیب (rmEGF) نیز شناخته می‌شود، یک شکل نوترکیب (recombinant) از فاکتور رشد اپیدرمی (EGF) موش است که به عنوان آگونیست گیرنده EGF عمل می‌کند. این ترکیب هیچ‌گاه وارد بازار نشد.